# John Henry Chamberlain
John Henry Chamberlain (21 juin 1831 - 22 octobre 1883), généralement connu professionnellement sous le nom de JH Chamberlain, est un architecte britannique du XIXe siècle basé à Birmingham.
Travaillant principalement dans le style gothique victorien, il est l'un des premiers et des plus importants représentants pratiques des idées du théoricien de l'architecture John Ruskin, qui choisit Chamberlain comme l'un des administrateurs de sa Guilde de St George. Les travaux ultérieurs de Chamberlain sont de plus en plus influencés par le premier mouvement Arts and Crafts.
La majorité des bâtiments de Chamberlain sont situés dans et autour de Birmingham, où il est une figure majeure de la vie civique et un ami influent de nombreux membres de l'élite libérale qui dominent la ville sous le maire Joseph Chamberlain (avec qui il n'est pas apparenté).

## Biographie

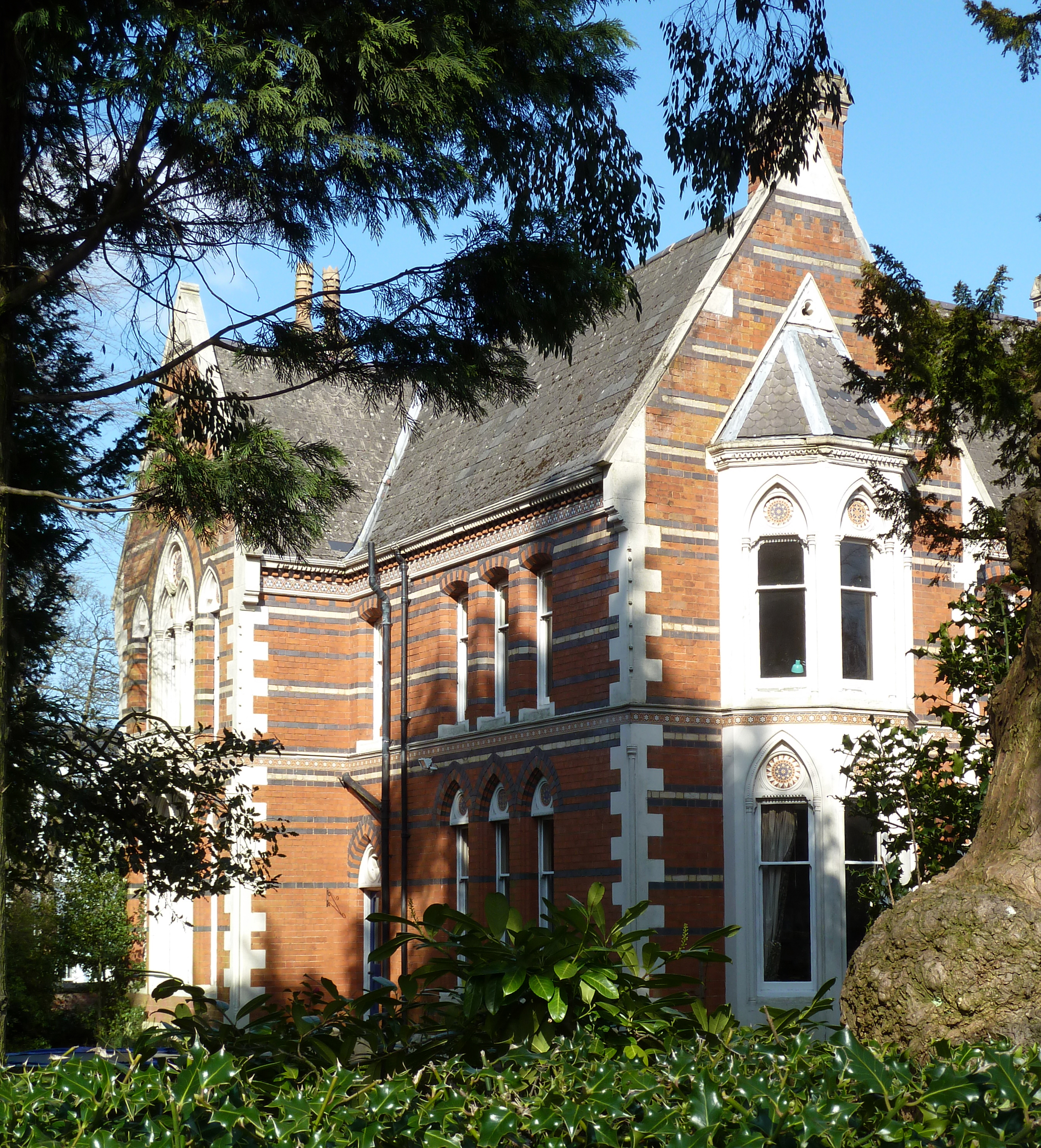
Shenstone House de 1855 : le premier bâtiment de Chamberlain à Birmingham et le premier bâtiment High Victorian de la ville

Chamberlain est né à Leicester le 21 juin 1831, fils d'un pasteur baptiste  et reçoit sa formation d'architecte dans un cabinet local. Après une nouvelle expérience à Londres et une période de voyage en Italie, il s'installe à Birmingham en 1853. Il conçoit deux bâtiments pour John Eld, l'associé commercial de son oncle. La première d'entre elles à être achevée, la maison d'Eld au 12 Ampton Road, Edgbaston (1855) subsiste à ce jour et présente déjà de nombreuses caractéristiques qui marqueront une grande partie des travaux ultérieurs de Chamberlain : une structure gothique en brique polychrome avec une décoration finement ciselée inspirée par des formes naturelles et organiques. Le magasin du 28-29 Union Street pour Eld & Chamberlain a été démoli .
À la fin des années 1850, il s'associe à William Harris. Ce fut de courte durée, mais les deux hommes restent amis et, plus tard, Harris épouse la veuve de Chamberlain ,.
Bien que Chamberlain ait continué à construire à la fois à Leicester et à Birmingham (où il construit l'Edgbaston Waterworks dont la tour allait inspirer le jeune JRR Tolkien), sa carrière n'a pas décollé et, en 1864, il envisage de déménager en Nouvelle-Zélande après s'être vu offrir une commande pour concevoir la Cathédrale de Christchurch.

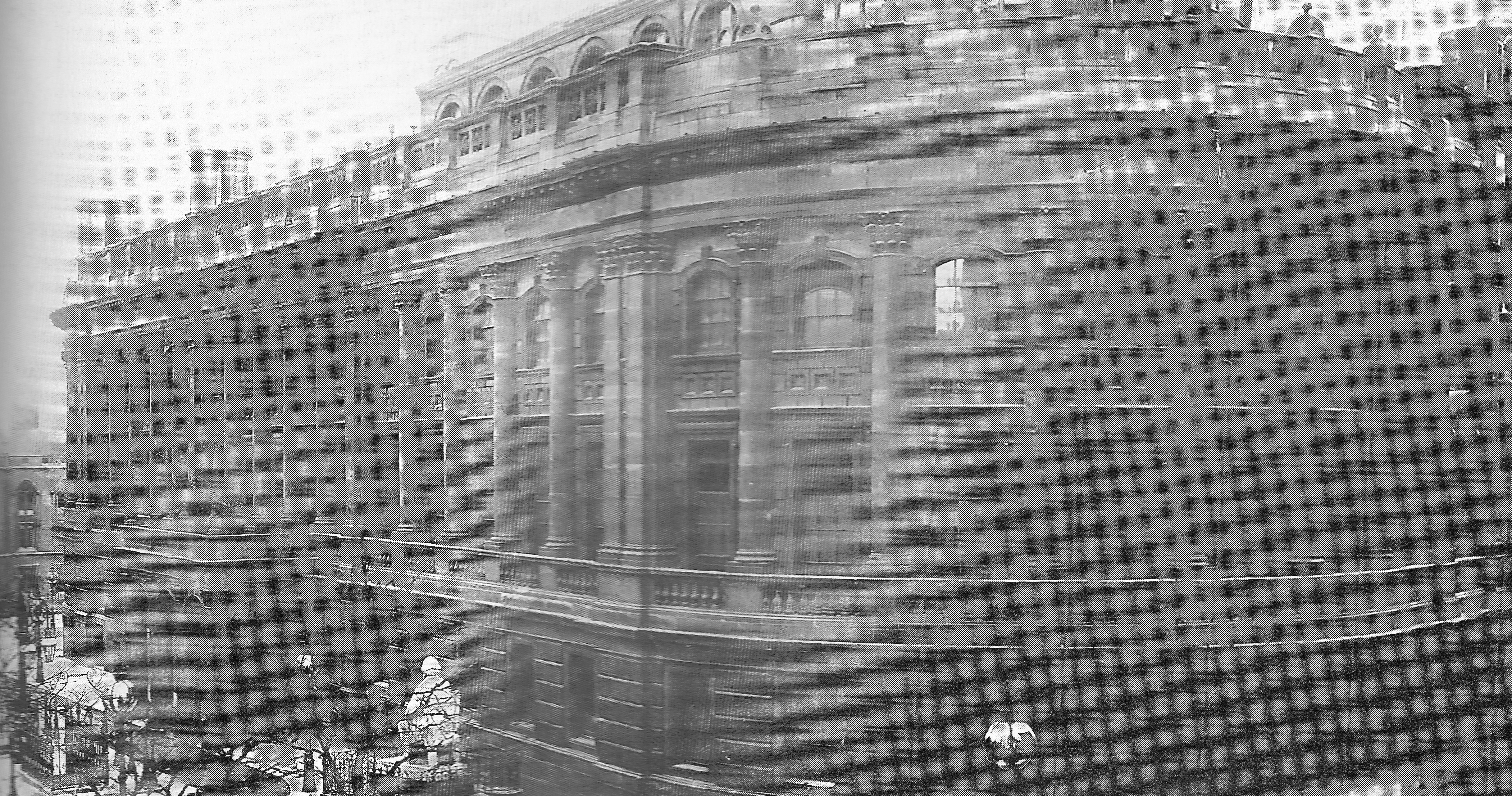
La Bibliothèque centrale reconstruite de 1882, démolie en 1974

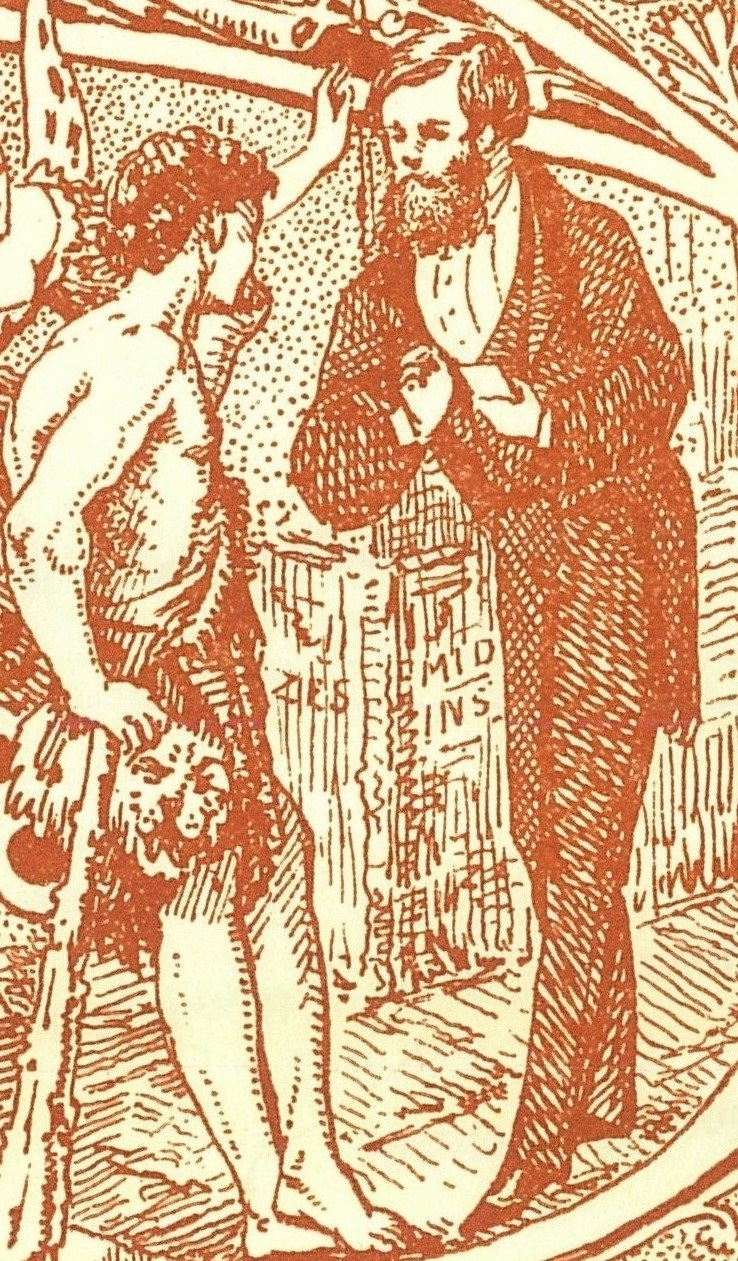
Chamberlain inscrivant Hercule comme membre du Birmingham and Midland Institute : détail d'un dépliant de 1866

Au lieu de cela, il s'associe à William Martin qui est déjà établi comme architecte des travaux publics de la ville. Chamberlain prend les devants en matière de conception, tandis que Martin s'occupe du côté plus pratique de la gestion d'un cabinet d'architecture .
La croyance de Chamberlain en la valeur de l'artisanat individuel et des modèles inspirés par la nature (caractéristique du mouvement des Arts and Crafts) ainsi que son sens de l'urbanisme et du potentiel civilisateur des villes correspond parfaitement à l'idéologie progressiste non conformiste – surnommée « l'Évangile civique » – des libéraux au pouvoir à Birmingham, qui cherchent à transformer la ville industrielle de Birmingham en un centre culturel rivalisant avec les grandes capitales européennes.
Avec les contacts et le sens des affaires de Martin, ils remportent une série de marchés pour concevoir des structures civiques dans tout Birmingham, notamment des bibliothèques, des hôpitaux, des services publics, des projets majeurs tels que la coupure de Corporation Street et culminant en 1871 avec une commande pour concevoir pas moins de 41 écoles du conseil en réponse à l'Elementary Education Act 1870. Parmi les bâtiments les plus importants figurent l'Institut d'art et de design de Birmingham à Paradise Street et les bibliothèques gratuites d'Edmund Street .
Chamberlain devient l'architecte domestique non officiel des dirigeants civiques de Birmingham, concevant une série de maisons prestigieuses dans les quartiers chics du sud de Birmingham, notamment Highbury Hall (en), la maison de Joseph Chamberlain lui-même.
Il sert de 1865 jusqu'à sa mort en tant que secrétaire honoraire et membre du conseil du Birmingham and Midland Institute. Il est également responsable d'une extension du bâtiment de l'Institut, achevée en 1881 .

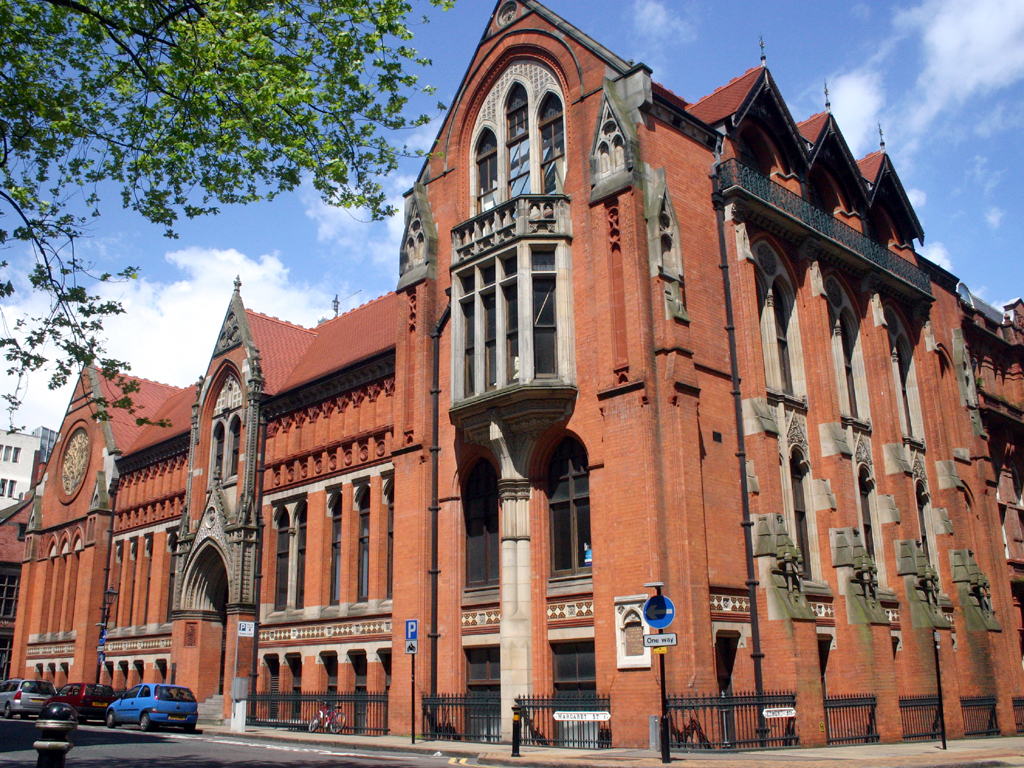
Birmingham School of Art, qui fait maintenant partie de l'Institut d'art et de design de Birmingham de la Birmingham City University

Peu de temps avant sa mort, il termine les plans de ce qui est généralement considéré comme son plus beau bâtiment - la Birmingham School of Art . Le bâtiment est ensuite achevé par William Martin et son fils Frederick.

## Mort
Chamberlain meurt subitement le 22 octobre 1883, immédiatement après avoir prononcé une conférence en soirée au Birmingham and Midland Institute. Son sujet était "l'art exotique", et il a conclu en citant Alfred, le poème "Amphion" de Lord Tennyson. Il quitte ensuite la salle de conférence, mais lorsqu'il atteint la maison de Lawson Tait, il s'évanouit et meurt.
Il est enterré au cimetière de Key Hill, Hockley, dans le quartier des bijoux de Birmingham.

## Vie privée
En 1859, Chamberlain épouse Anna Mary Abrahams, fille du révérend Georges Abrahams . Après la mort de Chamberlain, elle épouse son ancien associé professionnel, William Harris, en 1888 .

## Travaux significatifs

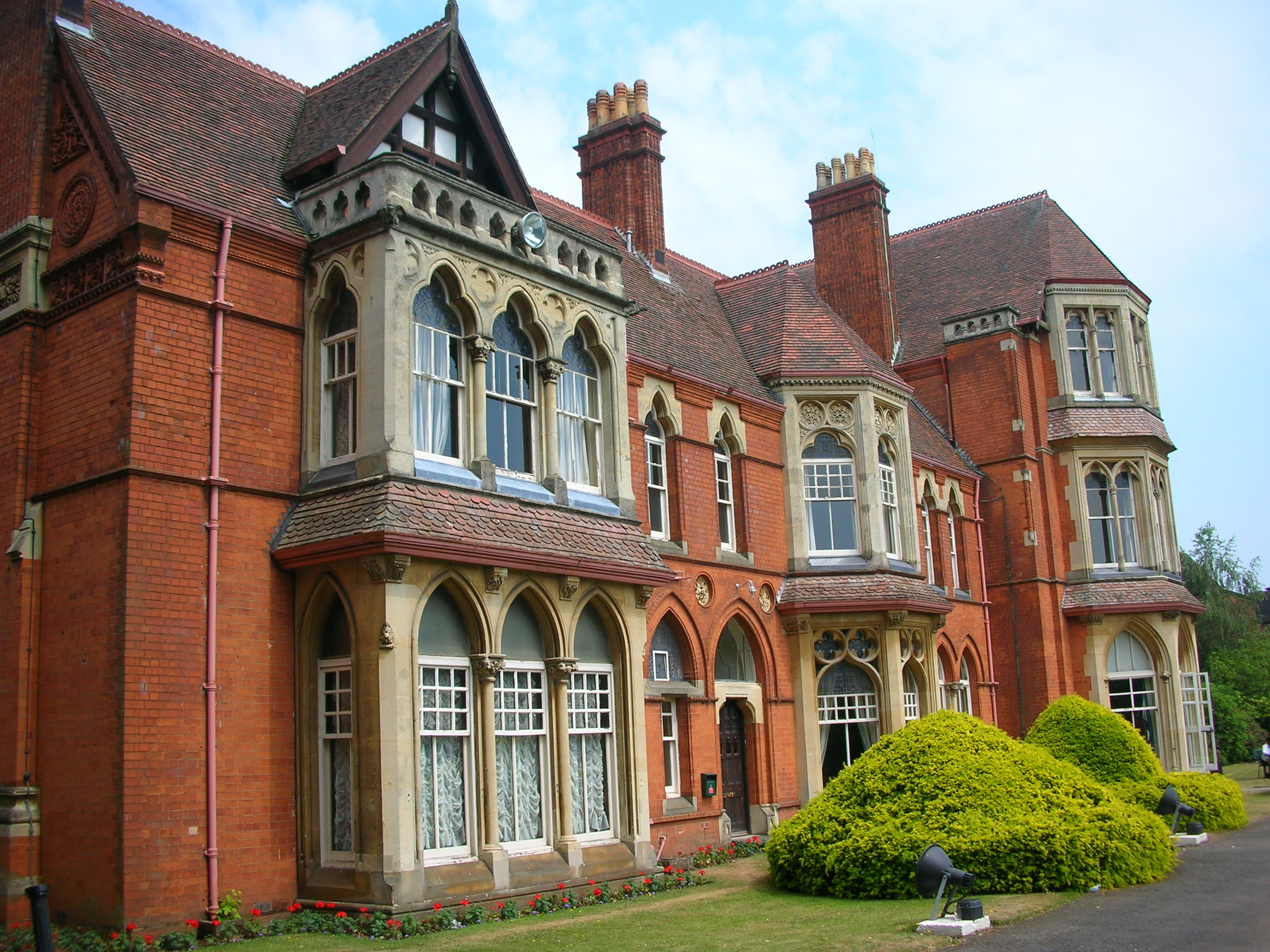
Highbury Hall, Moseley, commandé par Joseph Chamberlain

- 12 Ampton Road (Shenstone House), Edgbaston - Première maison de Chamberlain; "la première maison High Victorian de la ville"
- Bibliothèque centrale de Birmingham (1882) - Démoli en 1974.
- Mémorial Chamberlain, Birmingham (1882)
- 136–138 rue Edmund, Birmingham (1875)
- The Grove, Harborne, Birmingham (démoli; une pièce conservée sous le nom de "The Harborne Room" au Victoria and Albert Museum, Londres)
- Highbury Hall, Mosley, Birmingham.
- Oozells Street Board School (aujourd'hui Ikon Gallery), Brindleyplace, Birmingham City Centre.
- Salle commémorative de Shakespeare à la bibliothèque centrale de Birmingham (1882). Démantelé en 1974; réassemblé dans la nouvelle bibliothèque centrale en 1983; déménagé au dernier étage de la Bibliothèque de Birmingham en 2013.
- École d'art de Birmingham, Margaret Street, Birmingham (1881). Conçu par Chamberlain mais achevé par William Martin à la mort de Chamberlain[8].